# Thomas Sim Lee
Thomas Sim Lee, född 29 oktober 1745 i Upper Marlboro, Maryland, död 9 november 1819 i Frederick County, Maryland, var en amerikansk federalistisk politiker. Han var guvernör i Maryland 1779–1782 och 1792–1794.
Lee efterträdde 1779 Thomas Johnson som guvernör och efterträddes 1782 av William Paca. Lee satt 1783 i kontinentalkongressen och 1787 i Marylands delegathus men tackade nej till att delta i konstitutionskonventet i Philadelphia där USA:s konstitution antogs. Däremot deltog han i konventet där Maryland ratificerade den nya konstitutionen och blev USA:s sjunde delstat.
År 1792 avled guvernör George Plater i ämbetet. James Brice tjänstgjorde som tillförordnad guvernör tills Lee på nytt tillträdde som guvernör. Den enda betydande nya lagen som antogs under Lees andra period som guvernör mellan 1792 och 1794 gällde omorganiseringen av Marylands milis. Efter att ha lämnat guvernörsämbetet tillbringade Lee vintrarna i Georgetown där federalisterna brukade samlas i hans hus. Lee tackade 1794 nej till att bli ledamot av USA:s senat och 1798 vägrade han att bli guvernör en gång till även om han skulle ha blivit vald utan motkandidat.